# 皮埃尔-约瑟夫·康邦
皮埃尔-约瑟夫·康邦（法語：Pierre-Joseph Cambon，法語發音：[pjɛʁ ʒozɛf kɑ̃bɔ̃]，1756年6月10日—1820年2月15日），法国大革命时期企业家、政治人物，曾在法国大革命时期试图改善经济以阻止货币贬值。